# 原夫次郎

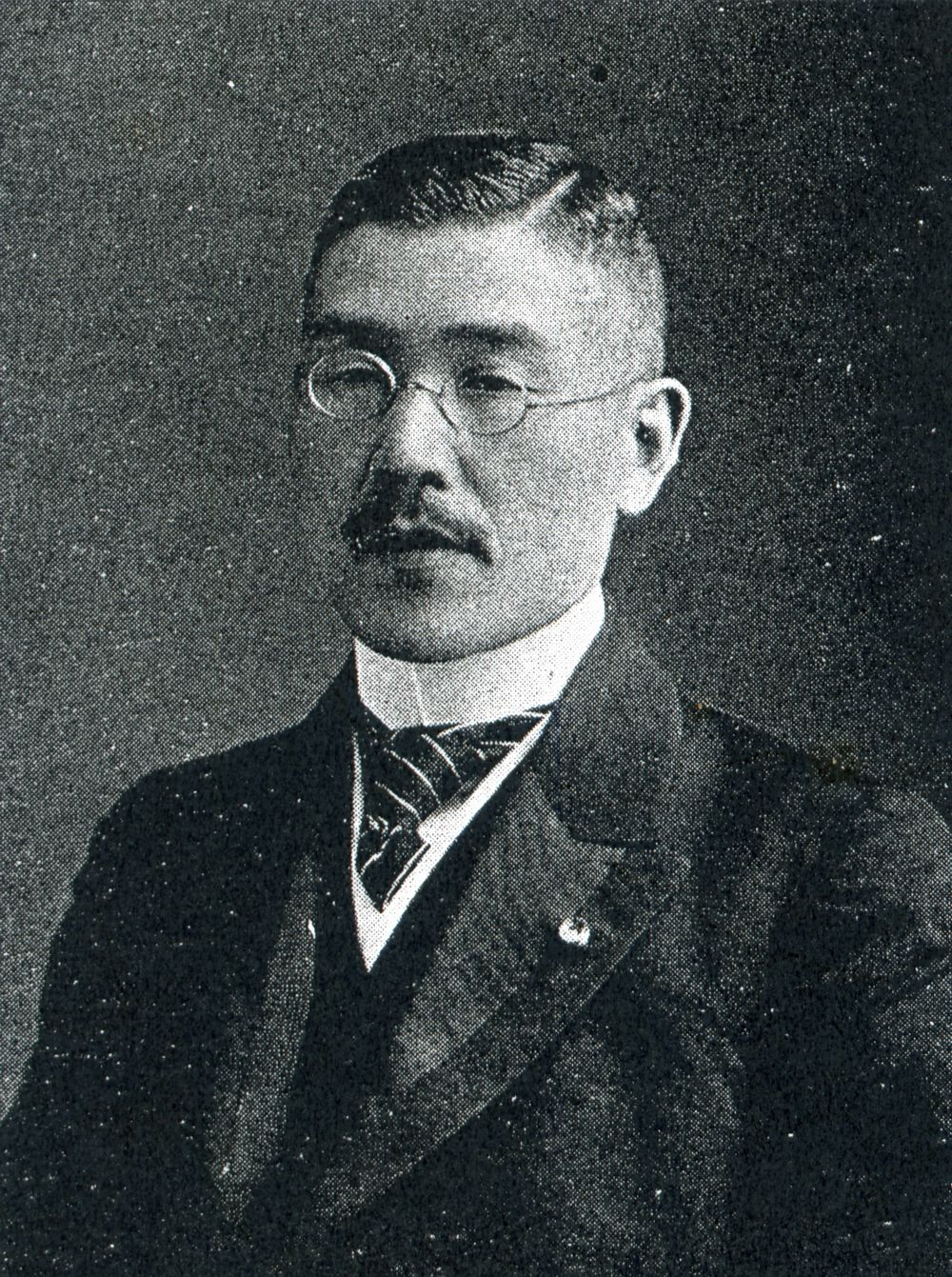
1929年（昭和4年）頃

原 夫次郎（はら ふじろう、明治8年（1875年）6月14日 - 昭和28年（1953年）11月26日）は、日本の政治家、弁護士。島根県知事（1期）、衆議院議員。

## 略歴
島根県楯縫郡、のちの簸川郡檜山村（平田町、平田市を経て現出雲市）出身。和仏法律学校（現・法政大学）仏語法科卒。
明治29年（1896年） 文官高等試験司法科に合格し、以後、判事や検事などを歴任。明治32年（1899年） 弁護士試験に合格。
明治40年（1907年） フランスへ留学（パリ大学、グルノーブル大学）。仏国法学博士を授与される。
帰国後、法政大学講師や司法大臣秘書官を務める。大正元年（1912年） 首相秘書官となり原敬や清浦奎吾らを支える。
大正9年（1920年）第14回衆議院議員総選挙において立憲政友会から立候補して当選（以後第22回衆議院議員総選挙まで9期連続当選）。昭和17年（1942年） 第21回衆議院議員総選挙（いわゆる翼賛選挙）において非推薦で当選。昭和21年（1946年） 第22回衆議院議員総選挙において日本進歩党から立候補して当選。
昭和22年（1947年） 公選の初代島根県知事（昭和26年（1951年）まで）。同年、島根県で行われた昭和天皇の戦後巡幸では先導役を務めた。昭和26年（1951年） 第2回島根県知事選挙に現職として立候補するが新人に敗れて落選し任期満了で島根県知事を退任。弁護士開業。
昭和28年（1953年） 78歳で死去。墓所は護国寺。

## 親族
- 妻 原カチ（保科陽治の妹）[3]